# The Grill
Pour plus de détails, voir Fiche technique et Distribution.
The Grill (La cocina) est un film mexicano-américain écrit et réalisé par Alonso Ruizpalacios et sorti en 2024. Il s'agit d'une adaptation cinématographique de la pièce de théâtre The Kitchen (en) d'Arnold Wesker. Le film met en vedette Raúl Briones Carmona, Rooney Mara et Soundos Mosbah. L'action se situe dans un restaurant à Manhattan (New York).
Il est présenté en avant-première mondiale au 74e festival international du film de Berlin le 16 février 2024.

## Synopsis
Cette section ne s'appuie pas, ou pas assez, sur des sources secondaires ou tertiaires indépendantes du sujet. Le texte peut contenir des analyses inexactes ou inédites de sources primaires.
Pour l'améliorer, ajoutez-en, ou placez des modèles {{Source secondaire souhaitée}} ou {{Source secondaire nécessaire}} sur les passages mal sourcés. (février 2025)
The Grill est un drame intense qui plonge au cœur de la cuisine effervescente d’un restaurant de Manhattan, véritable carrefour des cultures et des tensions humaines. Le film suit Pedro, un cuisinier mexicain charismatique au tempérament fougueux, qui tente de conquérir Julia, une serveuse américaine au caractère affirmé. Leur relation passionnelle est entachée de doutes et de soupçons, dans un environnement où les rêves d’une vie meilleure s’entrechoquent avec la dure réalité de l’immigration clandestine, de la précarité et des ambitions contrariées.
Dans les sous-sols de The Grill, un restaurant touristique animé de Times Square, des travailleurs venus du monde entier s’activent à un rythme effréné pour répondre aux exigences d’une clientèle pressée et indifférente. Dirigée d’une main de fer par Rashid, qui promet des papiers légaux sans jamais tenir ses engagements, cette micro-société révèle des dynamiques de pouvoir, de solidarité fragile et de conflits latents.
Lorsque 823 dollars disparaissent mystérieusement de la caisse, la tension monte d’un cran. Chacun devient suspect, et les non-dits éclatent au grand jour. Pedro, soupçonné de vol en raison de sa situation personnelle, se retrouve au centre des accusations, fragilisé par son amour tumultueux pour Julia et ses propres contradictions. 
Entre rêves brisés, luttes invisibles et désespoir latent, le restaurant devient le théâtre d’une explosion de colère et de vérité, culminant dans un acte de rébellion dévastateur qui ébranle les fondations mêmes de cet univers oppressant.
The Grill est un huis clos brûlant où se croisent espoirs, frustrations et quêtes d’identité, sur fond de lumières crues de la ville de New York et des reflets d’un mystérieux éclat vert, symbole d’un possible salut… ou d’une folie latente.

## Fiche technique
- Titre original : La cocina
- Titre français : The Grill
- Réalisation : Alonso Ruizpalacios
- Scénario : Alonso Ruizpalacios, d'après la pièce de théâtre The Kitchen (en) d'Arnold Wesker
- Photographie : Juan Pablo Ramírez
- Montage : Yibran Asuad
- Musique : Tomás Barreiro
- Production : Gerardo Gatica González, Lauren Mann, Ivan Orlic, Ramiro Ruiz
- Sociétés de production :
- Société de distribution : L'Atelier distribution (France)[2]
- Direction artistique : Naolin Jiménez Montero
- Pays de production : États-Unis, Mexique
- Langue originale : anglais, espagnol
- Format : noir et blanc
- Genre : drame
- Durée : 139 minutes
- Dates de sortie :
  - Allemagne : 16 février 2024 (Berlinale)
  - France : 2 avril 2025 (sortie nationale)[2]

## Distribution
- Raúl Briones (en) : Pedro
- Rooney Mara : Julia
- Anna Díaz : Estela
- Motell Gyn Foster : Nonzo
- Laura Gómez : Laura
- Oded Fehr : Rashid
- Eduardo Olmos : Luis
- Soundos Mosbah : Samira
- James Waterston : Mark
- Lee R. Sellars : Chef
- Spenser Granese : Max
- John Pyper-Ferguson : Vago
- Finnerty Steeves : Anti-Abortion Lady
- Leo James Davis : Abe

## Production
En avril 2022, il est annoncé que Rooney Mara avait rejoint la distribution du film, réalisé et écrit par Alonso Ruizpalacios.
Le tournage s’est déroulé à New York et à Mexico.

## Distinctions

### Récompense
- Festival du cinéma américain de Deauville 2024 : Prix Barrière du 50e anniversaire[5]

### Sélection
- Berlinale 2024 : sélection officielle, en compétition[6].